# Dryden (Nueva York)
Dryden es un pueblo ubicado en el condado de Tompkins en el estado estadounidense de Nueva York. En el año 2000 tenía una población de 13,532 habitantes y una densidad poblacional de 56 personas por km².

## Geografía
Dryden se encuentra ubicado en las coordenadas 42°29′21″N 76°21′35″O / 42.48917, -76.35972.

## Demografía
Según la Oficina del Censo en 2000 los ingresos medios por hogar en la localidad eran de $42,559, y los ingresos medios por familia eran $54,886. Los hombres tenían unos ingresos medios de $37,579 frente a los $26,722 para las mujeres. La renta per cápita para la localidad era de $22,415. Alrededor del 12% de la población estaban por debajo del umbral de pobreza.